# Sapang Dalaga
Sapang Dalaga è una municipalità di quinta classe delle Filippine, situata nella Provincia di Misamis Occidental, nella Regione del Mindanao Settentrionale.
Sapang Dalaga è formata da 28 baranggay:
- Agapito Yap Sr. (Napilan)
- Bautista
- Bitibut
- Boundary
- Caluya
- Capundag
- Casul
- Dalumpinas
- Dasa
- Dioyo
- Disoy
- El Paraiso
- Guinabot
- Libertad

- Locus
- Macabibo
- Manla
- Masubong
- Medallo
- Poblacion
- Salimpuno
- San Agustin
- Sapang Ama
- Sinaad
- Sipac
- Sixto Velez Sr.
- Upper Bautista
- Ventura